# Platvoet en zijn vriendjes
Platvoet en zijn vriendjes (originele, Engelse titel: The Land Before Time) is een Amerikaanse animatiefilm uit 1988, geregisseerd door Don Bluth met Steven Spielberg en George Lucas als uitvoerend producenten. De film werd oorspronkelijk uitgebracht door Universal Studios en Spielberg’s Amblin Entertainment.
De film was een groot succes, en diende als basis voor een mediafranchise van in totaal 14 films en een televisieserie. Verder bracht de film veel merchandising met zich mee.

## Verhaal
Veel namen van personages en plaatsen zijn in de Nederlandse nasynchronisatie anders dan in de originele Engelstalige versie. In de plotomschrijving hieronder wordt de originele naam de eerste keer tussen haakjes vermeld bij de Nederlandse naam.
De film speelt zich af in het Mesozoïcum, ten tijde van de dinosauriërs. De aarde wordt geteisterd door droogte. Planten sterven af en de dinosauriërs zijn gedwongen steeds verder te trekken op zoek naar voedsel. Veel kuddes gaan op zoek naar de Groene Vallei (Great Valley). Deze kuddes bestaan uitsluitend uit dinosauriërs van dezelfde soort omdat er onderling een sterke rassensegregatie heerst.
Centraal staat de jonge Apatosaurus Platvoet (Littlefoot), die met zijn moeder en grootouders (de enigen die nog over zijn van zijn kudde) naar de Groene Vallei wil trekken. Terwijl Platvoet nog in zijn ei zit, wordt hij al meerdere malen belaagd door aasvreters. Zijn moeder redt hem na zijn geboorte een paar keer uit een benarde situatie. 
Op een dag ontmoet Platvoet de triceratops Cera, die ongeveer even oud is als hijzelf, maar zij wil in eerste instantie niks van hem weten. De twee worden aangevallen door de Tyrannosaurus Ruigtand (Sharptooth). Platvoets moeder komt hen te hulp, maar wordt door Ruigtand dodelijk verwond en sterft kort daarna, nadat ze Platvoet nog heeft verteld dat hij alsnog de Groene Vallei moet vinden. Direct na het gevecht vindt er als gevolg van het verschuiven van de continenten een zware aardbeving plaats. Platvoet en Cera raken hierdoor beide gescheiden van hun kuddes. Ruigtand verdwijnt in een afgrond die als gevolg van de beving is ontstaan, maar blijkt later nog te leven.
Platvoet en Cera zijn nu op elkaar aangewezen om de Groene Vallei te vinden. Al snel sluiten zich drie andere jonge dinosauriërs bij hen aan: de saurolophus Bekkie (Ducky), de Pteranodon Fladder (Petrie) en de Stegosaurus Punt (Spike). Zo ontstaat de eerste kudde met meerdere soorten dinosauriërs. De tocht is er een vol gevaren, maar de groep probeert er het beste van te maken. Alleen Cera zit lange tijd dwars. Op een gegeven moment komt het zelfs tot een gevecht tussen haar en Platvoet, waarna de andere drie dinosauriërs zich tijdelijk bij haar aansluiten en Platvoet weer alleen verder moet. Hij herwint hun vertrouwen echter door ze vervolgens te redden uit een aantal hachelijke situaties waarin ze door Cera's slechte leiderschap verzeild zijn geraakt. Nadat Platvoet en de anderen Cera zelf redden van twee agressieve pachycephalosaurussen begint ze de anderen eindelijk te accepteren. Er ontstaat een hechte vriendschap.
Ruigtand zit de groep inmiddels nog steeds op de hielen. Uiteindelijk krijgt Platvoet een idee om hem uit te schakelen: ze lokken hem naar de rand van een diepe poel en gooien dan een zware steen op hem, zodat hij in het water valt en verdrinkt. Fladder komt ook in het water terecht, maar overleeft dit. Kort hierop vindt de groep de Groene Vallei, waar ze uiteindelijk ook allemaal hun familie terugvinden.

## Rolverdeling

### Originele cast
| Acteur         | Personage               | Nederlandstalige versie |
| -------------- | ----------------------- | ----------------------- |
| Gabriel Damon  | Platvoet                | Willem Rebergen         |
| Candace Hutson | Cera                    |                         |
| Judith Barsi   | Bekkie                  |                         |
| Will Ryan      | Fladder                 | Hein Boele              |
| Pat Hingle     | Verteller               | Paul van Vliet          |
| Helen Shaver   | Moeder van Platvoet     | Anne-Wil Blankers       |
| Burke Byrnes   | Vader van Cera          | Arnold Gelderman        |
| Bill Erwin     | Grootvader van Platvoet |                         |
| Frank Welker   | Ruigtand                |                         |

Het personage Punt spreekt niet in de film, en heeft dus ook geen stemacteur.

## Achtergrond

### Productie
Een vroege werktitel voor de film was The Land Before Time Began. Dit laatste woord werd uiteindelijk weggelaten uit de titel. Toen de film nog in een vroeg productiestadium was, wilden Steven Spielberg en George Lucas de personages geen  eigen dialogen geven, maar enkel de verteller de situaties laten verduidelijken. Dit idee werd geschrapt om de film geschikter te maken voor jonge kijkers.
De film stond oorspronkelijk gepland voor 1987, maar problemen met de productie verschoven dit een jaar. Een van die problemen was het feit dat het scenario steeds werd aangepast, omdat Don Bluth bang was dat bepaalde scènes die aanvankelijk op de planning stonden te eng zouden zijn voor het jonge publiek voor wie de film was bedoeld. In 1985 had de Disneyfilm Taran en de Toverketel van de MPAA een PG-rating gekregen vanwege enkele te grimmige scènes. Bluth wilde voorkomen dat met zijn film hetzelfde zou gebeuren. In totaal sneuvelde hiervoor zo’n 10 minuten aan scènes uit het originele scenario. Veel van de verwijderde scènes draaiden om aanvallen door de tyrannosaurus en de jonge protagonisten in gevaarlijke situaties.
De scène waarin Platvoets moeder sterft, stond ook lange tijd ter discussie. Deze scène zou eerst ook worden verwijderd, maar Don Bluth kwam terug op die beslissing omdat hij dacht dat het weglaten hiervan te veel vragen zou oproepen over het feit dat Platvoet opeens alleen verder zou reizen. Hij liet de scène beoordelen door een psycholoog, die er zijn goedkeuring aan gaf.
Ook de climax van de film onderging een grote verandering ten opzichte van het originele plan. Volgens het oorspronkelijke script zou Platvoet, na het gevecht met Cera, in zijn eentje de vallei ontdekken. Zodoende komt hij tot het besef dat de anderen inderdaad de verkeerde kant op zijn gegaan, waarna hij teruggaat om ze op te halen en hen zodoende redt van de gevaren waarin ze zich bevinden. Deze volgorde werd aangepast, zodat de vijf dinosauriërs die de hoofdrol spelen uiteindelijk samen de vallei vinden.

### Filmmuziek
De muziek van de film bestaat voornamelijk uit achtergrondmuziek, gecomponeerd door James Horner. Er staat slechts een gezongen nummer op, dat te horen is tijdens de aftiteling. Dit is het nummer If We Hold On Together, gezongen door Diana Ross. Andere nummers in de film zijn:
1. The Great Migration
2. Sharptooth and the Earthquake
3. Whispering Winds
4. Foraging for Food
5. The Rescue/Discovery of the Great Valley
6. End Credits

If We Hold On Together (Nederlands: Als Wij Maar Samen Blijven) werd een grote hit in Japan, waar het nummer gedurende 12 weken op de eerste plaats in de hitlijsten stond.

### Ontvangst
De film was een groot succes. In de Verenigde Staten bracht de film 48 miljoen dollar op, en versloeg daarmee de Disneyfilm Oliver & Co. die rond dezelfde tijd uitkwam. Wereldwijd bracht de film ongeveer 84 miljoen dollar op.
Op Rotten Tomatoes scoort de film 77% aan goede beoordelingen.

### Opvolgers
Platvoet en zijn vriendjes stond aan de basis van in totaal 14 vervolgfilms, waarvan de laatste in 2016 uitkwam. Deze films zijn allemaal direct-naar-video en hebben duidelijk een heel andere opzet dan de originele film. Zo zijn ze kleurrijker getekend, komen er veel minder grimmige scènes in voor, en bevatten ze vaak meerdere gezongen nummers gelijk aan veel Disneyfilms. Bluth was zelf bij geen van deze films betrokken, en heeft er nooit een geheim van gemaakt ze maar ondermaats te vinden.
In 2007 volgde er ook een animatieserie gebaseerd op de films.

## Prijzen en nominaties
Platvoet en zijn vriendjes werd genomineerd voor twee prijzen:
- 1989: de Young Artist Award voor beste familiefilm
- 1990: de Saturn Award voor beste fantasyfilm